# Rìa lục địa

Rìa lục địa gồm thềm lục địa, dốc/sườn lục địa và bờ/chân lục địa.

Rìa lục địa (tiếng Anh: continental margin) là đới chuyển tiếp giữa lục địa và đại dương, ngăn cách vỏ đại dương của đồng bằng biển thẳm (bồn đại dương) với vỏ lục địa dày hơn. Khoản 3, Điều 76 của Công ước Liên Hợp Quốc về Luật biển định nghĩa rìa lục địa "là phần kéo dài ngập dưới nước của lục địa của quốc gia ven biển, cấu thành bởi đáy biển tương ứng với thềm, dốc và bờ, cũng như lòng đất dưới đáy của chúng. Rìa lục địa không bao gồm các đáy của đại dương ở độ sâu lớn, với các dải núi đại dương của chúng, cũng không bao gồm lòng đất dưới đáy của chúng." Rìa lục địa chiếm 28% diện tích vùng đại dương trên Trái Đất.
Có thể chia rìa lục địa làm hai loại là rìa lục địa thụ động và rìa lục địa tích cực. Rìa lục địa thụ động là loại rìa lục địa nằm đối diện với mép của các mảng phân kì, và vì thế thường có ít hoạt động núi lửa và động đất. Loại hình này thường gặp ở ven Đại Tây Dương. Ngược lại, rìa lục địa tích cực là loại rìa lục địa nằm gần mép của các mảng hội tụ hoặc gần những nơi mà các mảng kiến tạo trượt lên nhau, đặc trưng bởi hoạt động núi lửa và động đất. Loại hình này thường gặp ở ven Thái Bình Dương. Rìa lục địa thường được chia thành ba bộ phận chính là thềm lục địa, dốc lục địa và bờ lục địa:
- Thềm lục địa (continental shelf) là phần mở rộng của lục địa kế cận, chiếm 7,4% diện tích vùng đại dương.[4]
- Sườn/Dốc lục địa (continental slope) là phần rìa lục địa nằm giữa thềm lục địa và bờ lục địa, có độ dốc lớn hơn 1,5°.[5] Điểm chuyển đột ngột từ thềm lục địa sang dốc lục địa được gọi là mép thềm (self break), thường là ở độ sâu 140 mét. Nhìn chung, dốc lục địa của các rìa lục địa tích cực có độ dốc lớn hơn dốc lục địa của các rìa thụ động.[6]
- Chân/Bờ lục địa (continental rise) là phần rìa lục địa nằm giữa dốc lục địa và đáy biển sâu, có độ dốc từ 0,5° trở xuống và thường có bề mặt trầm tích phẳng. Dù một phần trầm tích ở thềm lục địa di chuyển dọc theo dốc lục địa để rồi lắng đọng tại đây nhưng phần lớn trầm tích tạo nên bờ lục địa là do các dòng rối mang đến.[7] Nơi mà dốc lục địa gặp bờ lục địa được gọi là chân của dốc lục địa (foot of continental slope). Trong trường hợp không có bờ lục địa thì chân dốc lục địa là nơi dốc lục địa gặp đáy biển sâu.[8]